# Густав Кізеріцкі
Густав Кізеріцкі (нім. Gustav Kieseritzky; 22 вересня 1893, Рендсбург, Німецька імперія — 19 листопада 1943, СРСР) — німецький офіцер, віце-адмірал. Кавалер Лицарського хреста Залізного хреста.

## Біографія
1 квітня 1912 року вступив на флот кадетом. Пройшов підготовку на важкому крейсері «Вінета» і у військово-морському училищі в Мюрвіку. Учасник Першої світової війни, служив на лінійному кораблі «Фрідріх Великий» (9 серпня 1914 — 24 квітня 1917), а потім в штабі флоту відкритого моря. 17 жовтня 1918 року переведений в підводний флот.
З 27 листопада 1918 року — прапор-лейтенант легкого крейсера «Страсбург». З 25 листопада 1919 року — вахтовий офіцер 4-й мінної флотилії «Остзе». З 7 грудня 1919 по 11 липня 1920 року — командир 7-ї мінної півфлотилії. З 23 серпня 1920 року — командир 6-ї півфлотилії, з 20 листопада 1921 року — інструктор загороджувального експериментального командування. З 31 березня 1924 року — вахтовий офіцер на лінійному кораблі «Ганновер». 25 вересня 1925 року переведений в Морське керівництво, а 4 жовтня 1928 року очолив роту військово-морського училища в Фрідріхсорті. З 24 вересня 1931 року — 4-й офіцер Адмірал-штабу в штабі флоту. З 4 жовтня 1934 по 25 вересня 1935 року — 1-й офіцер лінійного корабля «Шлезвіг-Гольштейн», з 6 січня 1936 року — броненосця «Адмірал граф Шпее». 24 березня 1936 року призначений начальником відділу тилу Військового управління Військового міністерства.
З 13 червня 1938 по 25 квітня 1939 року командував лінійним кораблем «Шлезвіг-Гольштейн», а потім очолював штаб інспекції зв'язку ВМФ. З 21 червня 1940 року — комендант морського порту в Бресті. З 3 грудня 1940 року — командувач береговими укріпленнями в Бретані. З 23 червня 1942 року — командувач береговою обороною Німецької бухти. 28 лютого 1943 року призначений командувачем-адміралом на Чорному морі. Успішно діяв проти переважаючих сил радянського Чорноморського флоту під час операцій в районі Керчі. 19 листопада 1943 року загинув під час радянського авіаудару.

## Нагороди

### Перша світова війна
- Залізний хрест
  - 2-го класу (5 січня 1916)
  - 1-го класу (9 липня 1918)
- Військова медаль (Османська імперія) (13 листопада 1917)
- Військовий Хрест Фрідріха-Августа (Ольденбург)
  - 2-го класу із застібкою «Перед ворогом» (24 грудня 1917)
  - 1-го класу (8 жовтня 1918)
- Ганзейський Хрест (Любек; 3 вересня 1918)

### Міжвоєнний період
- Почесний хрест ветерана війни з мечами (20 грудня 1934)
- Медаль «За вислугу років у Вермахті»
  - 4-го, 3-го і 2-го класу (18 років; 2 жовтня 1936) — отримав 3 медалі одночасно.
  - 1-го класу (25 років; 1 квітня 1937)

### Друга світова війна
- Застібка до Залізного хреста
  - 2-го класу (18 січня 1941)
  - 1-го класу (21 травня 1941)
- Нагрудний знак морської артилерії (14 липня 1942)
- Відзначений у Вермахтберіхт
  - «Сили ВМФ під командування віце-адмірала Кізеріцкі разом із саперними частинами здійснили впорядковану підтримку Кубанського плацдарму і відзначились під час евакуації.» (9 жовтня 1943)
- Німецький хрест в золоті (20 жовтня 1943)
- Лицарський хрест Залізного хреста (20 листопада 1943; посмертно)
- Орден Корони короля Звоніміра 1-го класу з дубовим листям і зіркою (Хорватія; 19 лютого 1944; посмертно)
- Орден Зірки Румунії, великий офіцерський хрест з мечами (30 березня 1944; посмертно)
- Орден Михая Хороброго 3-го класу (Румунія; 12 липня 1944; посмертно)